# Pseudocephalus
Pseudocephalus is een kevergeslacht uit de familie van de boktorren (Cerambycidae). De wetenschappelijke naam van het geslacht werd voor het eerst geldig gepubliceerd in 1842 door Newman.

## Soorten
Pseudocephalus omvat de volgende soorten:
- Pseudocephalus arietinus Newman, 1851
- Pseudocephalus formicides Newman, 1842
- Pseudocephalus mirus (Pascoe, 1865)
- Pseudocephalus monstrosus (Blanchard, 1851)